# Petrică și încă cineva
Petrică și încă cineva este un film românesc din 1964 regizat de Ștefan Munteanu.